# Championnats de France d'athlétisme en salle 2012
Navigation
Championnats 2011 Championnats 2013
Les 41es championnats de France d'athlétisme en salle se sont déroulés du 25 au 26 février 2012 à Aubière au Stadium Jean-Pellez. C'est la sixième fois qu'Aubière accueille les championnats de France en salle en dix ans après 2003, 2004, 2006, 2007 et 2011.

## Résultats

### Hommes
| Épreuves         | Or                             | Argent                            | Bronze                            |
| ---------------- | ------------------------------ | --------------------------------- | --------------------------------- |
| 60 m             | Christophe Lemaitre 6 s 59     | Emmanuel Biron 6 s 60             | Yannick Fonsat 6 s 67             |
| 200 m            | Yannick Fonsat 20 s 82         | Pierre-Alexis Pessonneaux 21 s 10 | Jean-Baptiste Formet 21 s 27      |
| 400 m            | Jonathan Vilaine 47 s 60       | Ali Bounoua 47 s 97               | Mehdi Omara Besson 48 s 67        |
| 800 m            | Ismaël Koné 1 min 51 s 70      | Florent Maillard 1 min 51 s 90    | Azzedine Boudjemaa 1 min 52 s 43  |
| 1 500 m          | Bryan Cantero 3 min 44 s 46    | Grégory Beugnet 3 min 44 s 88     | Matthieu Garel 3 min 47 s 03      |
| 5 000 m marche   | Antonin Boyez 20 min 34 s 29   | Xavier Le Coz 20 min 47 s 91      | Sebastien Delauney 20 min 55 s 58 |
| 60 m haies       | Pascal Martinot-Lagarde 7 s 54 | Cédric Lavanne 7 s 64             | Ladji Doucouré 7 s 71             |
| Saut en hauteur  | Mickaël Hanany 2,26 m          | Fabrice Saint-Jean 2,23 m         | Abdoulaye Diarra 2,23 m           |
| Saut à la perche | Renaud Lavillenie 5,72 m       | Émile Denecker 5,45 m             | Steve Dume 5,45 m                 |
| Saut en longueur | Nicolas Gomont 8,05 m          | Salim Sdiri 7,94 m                | Benoit Maxwell 7,62 m             |
| Triple saut      | Benjamin Compaoré 17,13 m      | Harold Correa 16,72 m             | Colomba Fofana 16,57 m            |
| Lancer du poids  | Tumatai Dauphin 19,11 m        | Stephane Szuster 17,33 m          | Yann Lance 17,05 m                |
| Heptathlon       | Bastien Auzeil 5 891 pts       | Gaël Quérin 5 799 pts             | Jérémy Lelièvre 5 583 pts         |

### Femmes
| Épreuves         | Or                                 | Argent                                   | Bronze                         |
| ---------------- | ---------------------------------- | ---------------------------------------- | ------------------------------ |
| 60 m             | Myriam Soumaré 7 s 29              | Ayodele Ikuesan 7 s 30                   | Carima Louami 7 s 33           |
| 200 m            | Myriam Soumaré 23 s 11             | Lina Jacques-Sébastien 23 s 15           | Johanna Danois 23 s 75         |
| 400 m            | Marie Gayot 53 s 16                | Asta Dramé 54 s 82                       | Agnès Raharolahy 55 s 23       |
| 800 m            | Clarisse Moh 2 h 04 min 63 s       | Ophélie Claude-Boxberger 2 min 08 s 76   | Ophelie Sextius 2 min 10 s 81  |
| 1 500 m          | Claire Navez 4 min 22 s 71         | Hayet Ferahtia 4 min 25 s 53             | Sandra Beuvière 4 min 25 s 68  |
| 3 000 m marche   | Sylwia Korzeniowska 12 min 48 s 91 | Fabienne Rinero Chanfreau 13 min 45 s 72 | Amandine Marcou 14 min 05 s 64 |
| 60 m haies       | Reina-Flor Okori 8 s 08            | Sandra Gomis 8 s 10                      | Adrianna Lamalle 8 s 11        |
| Saut en hauteur  | Mélanie Melfort 1,93 m             | Nina Manga 1,78 m                        | Sandrine Champion 1,78 m       |
| Saut à la perche | Vanessa Boslak 4,42 m              | Maria-Leonore Ribeiro Tavares 4,42 m     | Marion Buisson 4,32 m          |
| Saut en longueur | Haoua Kessely 6,51 m               | Charlène Quernel 6,30 m                  | Marquilu Nervilus 6,21 m       |
| Triple saut      | Nathalie Marie-Nely 14,01 m        | Teresa Nzola Meso Ba 13,84 m             | Amy Zongo-Filet 13,61 m        |
| Lancer du poids  | Jessica Cérival 17,16 m            | Fabienne Ngoma 14,67 m                   | Lucie Catouillard 14,44 m      |
| Pentathlon       | Blandine Maisonnier 4 339 pts      | Merryl Mbeng 4 013 pts                   | Aurélie Chaboudez 4 000 pts    |